# Abadejo
|  | Per a altres significats, vegeu «bacallà». |

L'abadejo (Pollachius pollachius) és un peix de la família dels gàdids, similar al bacallà, amb el ventre gris, el dors gris verdós fosc i que fa entre 70 i 80 centímetres de llarg. És habitual en el golf de Biscaia i l'oceà Atlàntic.
És considerat com un peix magre, puix que conté un 1% de lípids. És venut a trossos, rodelles, filets o sencer. La seua semblança amb el bacallà fa que sovint siga venut com a tal i en certes zones el nom "eglefí" o "abadejo" (segons la zona) es fa sinònim de "bacallà".
Als països nòrdics se'l sotmet a un procés d'assecat, com també es fa amb un altre peix similar de la mateixa família, el carboner; en ambdós casos reben el nom de klippfisch. És molt característic de la cuina escocesa, a la qual a més d'en forma de klippfish es menja també molt sovint fregit amb patates (fish and chips), en sopa (cullen skink, pumpin & smoked haddock soup, etc.), en panades o haddie pies (on es fa servir fumat, i s'hi sol afegir trossets de cansalada), en amanides (amb patata, enciam, tomàquet i maonesa), i fumat i en forma de pasta (que pot recordar la brandada de bacallà) en forma de "mandonguilles" toves (cakes), en amanides o a les arbroath toasties, per exemple.